# Arhangelsk
Arhangelsk (ruski: Архангельск, stariji engleski naziv: Archangel), se nalazi na Sjevernoj Dvini, blizu njena ušća u Bijelo more na dalekom sjeveru europskog dijela Rusije. Glavni je grad Arhangelske oblasti i glavna je luka srednjovjekovne Rusije. Zemljopisni joj je položaj 64°32′N 40°32′E / 64.533°N 40.533°E
Broj stanovnika: 355.500 (2002.)

## Povijest
Mjesto gdje se danas nalazi Arhangelsk je Vikinzima bilo poznato kao Bjarmaland. U 12. stoljeću, Novgorođani su osnovali samostan arkanđel Mihovila na ušću Sjeverne Dvine. 
Godine 1478. područje je prešlo pod vlast Moskovske kneževine skupa s ostatkom Novgorodske republike. Glavno trgovinsko središte u to vrijeme je bilo selo Holmogorji, koje se nalazilo nešto uzvodno.
Godine 1555. Ivan Grozni je dao povlastice engleskim trgovcima koji su osnovali Društvo trgovačkih pustolova i koji su počeli slati brodove godišnje u estuarsko ušće Sjeverne Dvine. Nizozemski trgovci su isto počeli se pojavljivati sa svojim brodovima u Bijelom moru. Godine 1584. Ivan Grozni je naredio osnivanje naselja Novi Holmogorji
(koji će kasnije biti preimenovan prema obližnjem samostanu posvećenog arhanđelu). 
U doba kad je Baltičko more bilo pod nadzorom Švedske, Arhangelsk je bio jedina veza Moskovske kneževine s morem, uz veliko ograničenje što je ta luka zimi bila okovana ledom. Domaće stanovništvo, zvano "Pomori" (ruski: помо́ры), bili su prvi ljudi koji su istraživali trgovačke rute prema sjevernom Sibiru, sve do prekouralskog grada Mangazeje i dalje. 

Godine 1683., kad je napunio tek deset godina, Petar Veliki je naredio izgradnju državnog brodogradilišta u Arhangelsku. Godinu kasnije, brodovi Svjatoje Proročestvo (Sveto Proročanstvo) i Apostol Pavel (Apostol Pavao) te jahta Svjatoj Pjotr (Sveti Petar) su jedrili Bijelim morem. Unatoč tim uspjesima, car Petar Veliki je shvatio da će Arhangelski uvijek biti ograničen petomjesečnim zaleđenjem, pa je nakon uspješnog pohoda protiv Švedske u baltičkom području, osnovao grad Petrograd 1704.
Arhangelsk je počeo zaostajati u 18. stoljeću, što je baltička trgovina bivala sve važnijom. Gospodarstvo mu je živnulo koncem 19. stoljeća, kada je željeznička pruga prema Moskvi dovršena i drvni trupci postali glavnom izvoznom robom.
Za vrijeme prvog svjetskog rata i drugog svjetskog rata, Arhangelsk je bio glavna luka preko koje je stizala saveznička pomoć. 
Arhangelsk se opirao boljševičkoj vlasti 1918. – 1920. godine, i bio je jako uporište bjelogardejaca, poduprtih vojnom intervencijom snaga Antante. 
U zadnje vrijeme, Arhangelsk je skrenuo pažnju na sebe kada se dogodila Arhangelska eksplozija 2004.

## Znamenitosti u Arhangelsku
Mihail Lomonosov je iz pomorjskog sela nedaleko od Holmogorja. Njemu u čast, podignut je spomenik 1829. godine, po nacrtima Ivana Martosa. Spomenik Petru Velikom, je podignut 1914. godine, prema napravljenim nacrtima koje je napravio 
Mihail Antokolski 1872. godine. 
U Arhangelsku se nalaze pomorska škola, tehničko sveučilište i regionalni muzej. Najveće znamenitosti Arhangelska su Trgovišta  građena u 
razdoblju 1668. – 1684. i Tvrđava Nova Dvina (građena 1701. – 1705.).

## Gospodarstvo
Arhangelsk je ostao važnom morskom lukom, s time da je u današnjici otvorena cijelu godinu zbog poboljšanja u ledolomcima. Primarno je Arhangelsk, središte proizvodnje drvnih trupaca i ribarstva.

## Arhangelsk u popularnoj kulturi
Film o Jamesu Bondu, Zlatno oko (Golden eye) započinje na brani kod kemijskog pogona blizu Arhangelska. Ove se lokacije pojavljuju i u video-igri izvedenoj prema tom filmu, GoldenEye 007.
Knjiga britanskog pisca Roberta Harrisa, u svojoj fiktivnoj priči, stavlja Arhangelsk u središte urote za povratak boljševizma u Rusiju putem Staljinova sina, koji je bio odveden u divljinu i kojeg je, još kao dječaka, krio KGB. Godine 2005. BBC je snimio dvodijelnu TV-seriju, u kojoj je glavnog lika, britanskog povjesničara, glumio Daniel Craig.

## Zanimljivosti
Po Arhangelsku nazvana je varijanta šahovskog otvaranja poznatog u hrvatskoj šahovskoj literaturi kao Španjolka ili Španjolska partija, a koju definiraju potezi: 1.e4 e5 2.Sf3 Sc6 3.Lb5 a6 4.La4 Sf6 5.O-O b5 6.Lb3 Lb7.

## Vanjske poveznice
- Google Maps Satelitska slika Arhangelska
- Službena stranica uprave grada Arhangelska (na ruskome)
- Pomor državno sveučilište (na ruskome)  Arhivirana inačica izvorne stranice od 19. veljače 2012. (Wayback Machine)
- Arhangelsko državno tehničko sveučilište (na ruskome)
- Sjeverno državno tehničko sveučilište (na ruskome)  Arhivirana inačica izvorne stranice od 15. travnja 2012. (Wayback Machine)
- Arhangelski regionalni muzej lokalne povijesti i gospodarstva (na ruskome i engleskome)  Arhivirana inačica izvorne stranice od 4. listopada 2008. (Wayback Machine)
- Arhangelska zajednica na LiveJournalu

1. ↑  Ruy López Opening: Morphy Defense, Arkhangelsk Variation Chess.com. Pristupljeno 6. lipnja 2025.
2. ↑  Chess Opening Basics: The Arkhangelsk Defense Chessable. Pristupljeno 6. lipnja 2025.